# SA-4
SA-4 (Saturn-Apollo 4) byl čtvrtý a poslední test prvního stupně rakety Saturn I. Byl součástí programu Apollo.

## Cíle

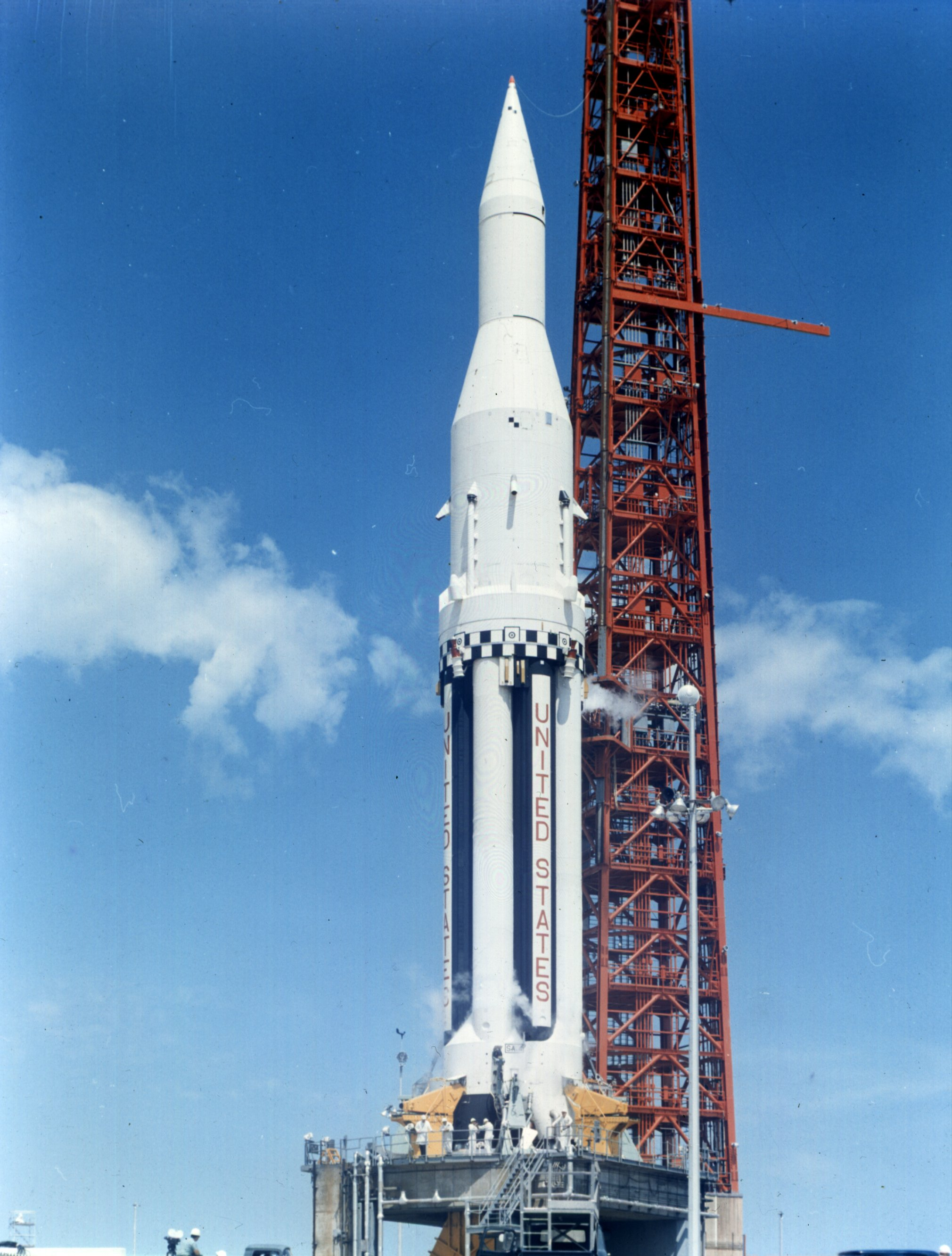
Saturn I na startovací rampě před misí SA-4

SA-4 byl poslední test samostatného prvního stupně rakety Saturn I, všechny příští mise již měly plně funkční druhý stupeň. Stejně jako při předchozích testech se pozornost zaměřovala na tuhost konstrukce rakety při letu. Měla být také provedena simulace poruchy motorů. Přibližně 100 sekund po startu se měl vypnout jeden z motorů H-1 a řídící systém rakety měl automaticky přesměrovat palivo do zbylých motorů. Aerodynamický design makety druhého stupně byl stejný, jako budoucí druhý stupeň S-IV. To zahrnovalo ventilační potrubí, kamerové podvěsy, aerodynamické kryty a antény pro variantu rakety Saturn I Block II.

## Průběh letu
Start proběhl podle plánu a raketa pracovala bezchybně. Po sto sekundách letu byl odstaven motor číslo 5 a řídící systém převedl palivo do zbylých motorů. Tento test byl velmi důležitý pro pozdější použití svazků motorů a získané zkušenosti byly zúročeny při misích Apollo 6 a Apollo 13, kdy došlo k výpadkům motorů. Raketa dosáhla apogea ve výšce 129 kilometrů a rychlosti 5900 km/h. Při dosažení apogea byly odpáleny zpětné rakety na tuhé pohonné látky pro zpomalení prvního stupně a oddělení druhého. Při tomto testu se stupně neoddělovaly, ale rakety byly odpáleny jako test jejich funkčnosti.